# Daniel Passerini
Daniel Alejandro Passerini (Cruz Alta, Córdoba, 9 de marzo de 1965) es un médico y político argentino, perteneciente al Partido Justicialista. Ha sido Intendente de Cruz Alta, Legislador Provincial y viceintendente de la ciudad de Córdoba bajo el mandato de Martín Llaryora. Desde el 9 de diciembre de 2023, se desempeña como Intendente de la Municipalidad de Córdoba.

## Biografía
Daniel Passerini nació en Cruz Alta el día 9 de marzo de 1965, se recibió de médico en la Universidad Nacional de Córdoba, en 1996 se casó con Silvina y empezó su carrera política un año antes en 1995 cuando resultó Concejal de Cruz Alta, cargo que ocupó por cuatro años (1995-1999). En 1999 se presentó como candidato a intendente de esa localidad, el cual resultó elegido y reelecto en 2003 para el periodo (2003-2007).

### Ministro de Solidaridad de la Provincia de Córdoba (2005-2007)
El día 24 de mayo de 2005 deja la intendencia de Cruz Alta para asumir como Ministro de Solidaridad de la Provincia convocado por el gobernador,José Manuel de la Sota. El directorio de la cartera estaría integrado por tres secretarías (Promoción Social; Administración y Control de Gestión y Asuntos Legales) todas las secretarias estarían a cargo de personas del exterior. En la intendencia lo remplazó su hermano.

### Legislador Provincial (2007-2011)
En 2007 resultó elegido Legislador Provincial por el departamento Marcos Juárez, cargo que asumió el 10 de diciembre de 2007. Durante sus cuatro años como legislador fue jefe del bloque de Unión por Córdoba durante la gobernación de Juan Schiaretti.

### Ministro de Desarrollo Social (2011-2015)
En las Elecciones provinciales de Córdoba de 2011 resulta elegido nuevamente José Manuel de la Sota y nombró a Passerini Ministro de Desarrollo Social por los siguientes cuatro años (Passerini había sido electo legislador nuevamente pero esta vez por el Distrito Único, banca la cual debió renunciar para ser ministro).En 2015 junto al ministros de Agricultura y Ganadería (Julián López) y a la titular de la Fundación Banco de Córdoba, Adriana Nazario, y el presidente de la Agencia Córdoba Joven, Franco Miranda, entre otros funcionarios, suscribieron un convenio que habilita la disposición de oficinas del Gobierno de Córdoba en el edificio del Centro Comercial, Industrial y de Servicios de la ciudad de Marcos Juárez.

### Legislador Provincial (2015-2019) y precandidato a intendente de Córdoba 2019
Passerini fue nuevamente electo Legislador Provincial por el Distrito Único para el periodo 2015-2019, durante sus cuatro años se mostró fuerte en su banca y varios de sus proyectos ayudaron al gobernador Juan Schiaretti. También ocupó la vicepresidencia de la unicameral en la legislatura.
En 2018 tras un accidente automovilístico fallece Juan Manuel de la Sota y en su honor a fin de aquel año los peronistas Delasotistas comandados por Natalia de la Sota y Passerini pidieron que haya internas en el peronismo de la provincia para la intendencia de la ciudad de Córdoba ya que no estaban de acuerdo con la candidatura de Martín Llaryora y el Delasotismo propuso en aquel acto a Daniel Passerini como candidato a intendente.
En el mes de enero de 2019, Passerini ratificó que sería candidato a intendente de Córdoba yendo primero a la interna del peronismo que se celebraría el día 10 de marzo.

### Viceintendente de ciudad de Córdoba (2019-2023)
Finalmente el 23 de marzo se hizo saber que Passerini bajó su candidatura a intendente y aceptó acompañar como vice a Martín Llaryora a las elecciones del 12 de mayo. Ganaron las elecciones a intendente con el 40% de los votos y Passerini asumiría el 10 de diciembre como intendente de la ciudad.
Durante una entrevista, luego de haber ganado las elecciones, hizo saber que el tendrá un rol activo en la gestión. Su actividad apuntará a trabajar en territorio, en las áreas de política social, educación y salud.
“No voy a ser el administrador del Concejo Deliberante”, señaló.

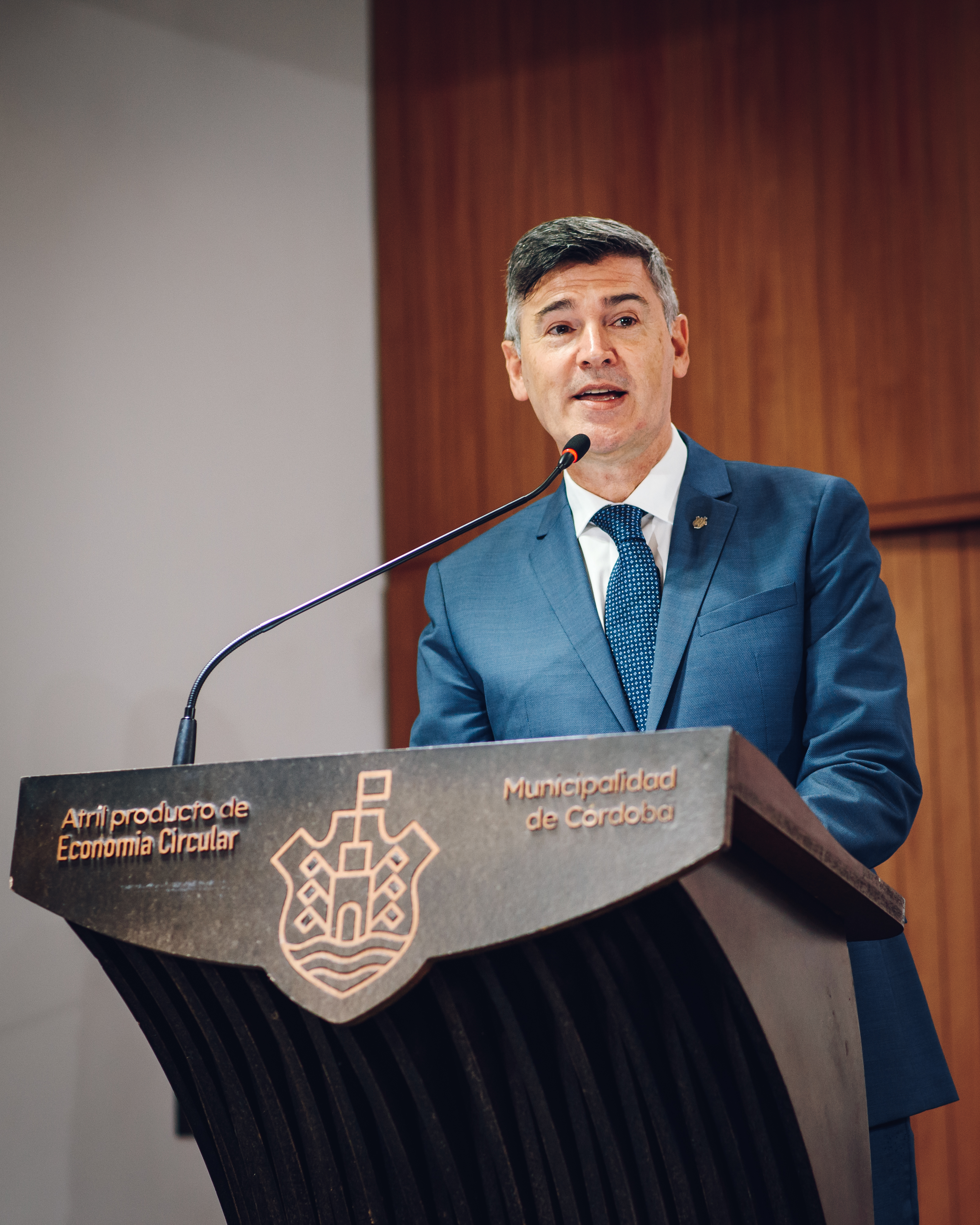

### Intendente de la Ciudad de Córdoba (2023-actualidad)
En las elecciones municipales del 23 de julio del 2023, Passerini fue electo intendente de la ciudad con un 47% de los votos, derrotando en la contienda al radical Rodrigo de Loredo. Asumió el cargo el 9 de diciembre de ese mismo año.

## Historia electoral

#### Elecciones Intendente de Córdoba 2019[11]
| Candidato                        | Partido                   | Porcentaje | Votos   |
| -------------------------------- | ------------------------- | ---------- | ------- |
| Martín Llaryora Daniel Passerini | Hacemos por Córdoba       | 40,16%     | 277.564 |
| Luis Juez Alicia Migliore (UCR)  | Córdoba Cambia            | 21,69%     | 149.913 |
| Rodrigo de Loredo Alfredo Sapp   | Unión Cívica Radical      | 19,33%     | 133.626 |
| Pablo Quinteros César Orgaz      | Encuentro Vecinal Córdoba | 5,58%      | 38.558  |

#### Elecciones Intendente de Córdoba 2023[12][13]
| Candidato                               | Partido                                | Porcentaje | Votos   | Concejales |
| --------------------------------------- | -------------------------------------- | ---------- | ------- | ---------- |
| Daniel Passerini Javier Pretto          | Hacemos Unidos por Córdoba             | 47,71 %    | 314 836 | 16         |
| Rodrigo de Loredo Soher El Sukaria      | Juntos por el Cambio                   | 40,00 %    | 263 504 | 14         |
| Laura Vilches Virginia Caldera Marsengo | Frente de Izquierda y los Trabajadores | 2,89 %     | 18 744  | 1          |
| Juan Pablo Quinteros Gabriel Ratner     | Somos Córdoba (MID y Unite)            | 2,43 %     | 15 680  |            |
| Verónica Sikora Enrique Rigatuso        | La Libertad Primero                    | 1,82 %     | 11 914  |            |
| César Orgaz Gonzalo Frontera            | Encuentro Vecinal Córdoba              | 1,72 %     | 11 139  |            |
| Eduardo González Olguín Luis Aubrit     | Partido Humanista                      | 0,49       | 3187    |            |
| Humberto Spaccesi Sylvia Peñaloza       | Córdoba de Todos                       | 0,49 %     | 3147    |            |
| Romina Giménez Norma Sabbadin           | Unión Popular Federal                  | 0,44 %     | 2596    |            |
| Jorge Scala Janett González Cuevas      | Partido Demócrata de Córdoba           | 0,29 %     | 1538    |            |
| Miguel Bustos María Caballero           | Partido Popular                        | 0,19 %     | 1039    |            |